# Evelyn Venable
Evelyn Venable (ur. 13 października 1913, zm. 15 listopada 1993) – amerykańska aktorka.
Evelin Venable urodziła się w Cincinnati, jako jedyne dziecko Emersona i Dolores Venable. Początkowo występowała w sztukach teatralnych, m.in. jako Julia w Romeo i Julii. W 1933 zaczęła grać w filmach. Użyczyła także głosu Błękitnej Wróżce w filmie Pinokio z 1940.
7 grudnia 1934 wyszła za mąż za operatora Hala Mohra. Mieli dwie córki, Dolores i Rosalię.
Evelyn Venable zmarła na raka 15 listopada 1993 w wieku 80 lat. 

## Filmografia
- Get It (1943)
- He Hired the Boss (1940)
- Lucky Cisco Kid (1940)
- Pinocchio (1940)
- The Headleys at Home (1939)
- Heritage of the Desert (1938)
- Hollywood Stadium Mystery (1938)
- Female Fugitive (1938)
- The Frontiersman (1938)
- My Old Kentucky Home (1937)
- Racketeers in Exile (1937)
- North of Nome (1937)
- Happy-Go-Lucky (1936)
- Star for a Night (1935)
- Alice Adams (1935)
- The Little Colonel (1935)
- The County Chairman (1935)
- Streamline Express (1935)
- Harmony Lane (1935)
- Vagabond Lady (1934)
- Mrs. Wiggs of the Cabbage Patch (1934)
- Death Takes a Holiday (1934)
- Double Door (1934)
- David Harum (1933)
- Cradle Song (1933)

## Wyróżnienia
- Gwiazda na Walk of Fame przy 1750 Vine Street